# استفن مریت
استفن مِریت (انگلیسی: Stephin Merritt؛ زادهٔ ۹ فوریهٔ ۱۹۶۵) خواننده-ترانه‌پرداز اهل ایالات متحده آمریکاست که بیشتر به عنوان خواننده و ترانه‌سرای اصلی گروه مگنتیک فیلدز شناخته می‌شود. صدای بم متمایز و تربیت‌نشده‌اش از شهرت قابل توجهی برخوردار است.